# Jose Prakash
Pour les articles homonymes, voir Prakash (homonymie).
Jose Prakash, né le 14 avril 1925 et décédé le 24 mars 2012, est un acteur et chanteur indien qui a travaillé dans le cinéma du Kerala. 
Il est apparu dans plus de 300 films, la plupart du temps dans des rôles de méchant. Il a reçu le J. C. Daniel Award en 2011, un jour avant sa mort à l'âge de 87 ans,.

## Biographie
Jose Prakash est l'aîné d'une famille de huit enfants, ses parents sont K.J. Joseph Kunnel et Eliyamma Joseph. Son frère cadet, Prem Prakash, est également acteur. Il a réalisé ses études primaires à l'école publique du Sacré cœur à Kottayam. 
Jose Prakash a fait partie de l'armée indienne britannique avant d'entrer dans l'industrie cinématographique,. Après avoir quitté l'armée, il retourne dans sa ville natale pour y créer une petite entreprise. Depuis son enfance, il a manifesté un intérêt pour le cinéma et la musique, et il a créé un petit groupe avec ses amis appelé le Club des Arts Kottayam, dans lequel il était le chanteur principal. Thikkurissy Sukumaran Nair a assisté à l'une de ses représentations et lui a proposé un rôle de chanteur dans son premier film en tant que réalisateur, Sheriyo Thetto. Thikkurissy a aussi choisi de raccourcir son nom en Jose Prakash.

### Chanteur
Jose Prakash a commencé sa carrière comme chanteur et a notamment doublé les acteurs Prem Nazir et Sathyaneshan Nadar. L'industrie du film Malayalam était en plein développement dans les années 1950, et à cette époque les acteurs chantaient traditionnellement eux-mêmes. Thikkurissy Sukumaran Nair présente Prakash à V. Dakshinamoorthy, qui apprécie sa voix, et l'utilise dans le film Sheriyo Thetto en 1953, réalisé par Nair. La chanson Paadu pettu paadangalil, chantée par Prakash, a fait émergé une nouvelle tendance dans le cinéma malais, il avait également un petit rôle dans le film. Il n'avait pas de formation académique au chant, et n'a jamais fréquenté d'école de chant. Dès le début des années 1960, le cinéma Malayalam est devenue une industrie, et des chanteurs professionnels tels que A. M. Rajah et K. J. Yesudas ont remplacé les chanteurs non-professionnels. Depuis le début de sa carrière jusque dans les années 1960, Prakash avait chanté environ 60 chansons dans des films.

### Acteur
Durant sa carrière de chanteur, il a joué à l’écran de petits rôles et des caméos. Son premier rôle en tant qu'acteur est dans Bhakta Kuchela en 1961. Sa performance majeure en tant que méchant était dans Olavum Theravum en 1969, il a ensuite joué dans de nombreux films, principalement dans le rôle du méchant. En 1971, il a joué dans C.I.D. Nazir, réalisé par P. Venu. Plus tard, il travailla avec P. Venu dans beaucoup d'autres films du réalisateur. Il a joué dans plus de 350 films en malayalam. 
Il se retire de l'industrie cinématographique en 2003 pour des raisons de santé. Son dernier film était Ente Veedu Appuvinteyum réalisé par Sibi Malayil. Après une interruption de huit ans, il a fait une apparition en caméo dans Traffic.

### Vie privée
En 2003, sa jambe droite a du être amputée à cause du diabète. 
Il a eu six enfants : quatre fils et deux filles. Il vivait avec son fils aîné à Cochin, jusqu'à sa mort le 24 mars 2012.
Parmi ses neveux, on peut citer le scénariste Bobby-Sanjay et le réalisateur Dennis Joseph

## Récompenses
- 2006 : Prix Bahadoor
- 2011 : Prix J C Daniel

## Filmographie

### Cinéma
- 1953 : Sheriyo Thetto
- 1954 : Balya Sakhi
- 1954 : Manasakshi
- 1955 : Aniyathi : Doctor
- 1955 : C.I.D : Mukunda Menon
- 1956 : Manthravadi : Raja Veera Varma, father of Mallika
- 1957 : Devasundari
- 1957 : Padatha Paingili : Pothachan
- 1958 : Mariakutty : Ponnappachan
- 1961 : Bhakta Kuchela
- 1962 : Shree Rama Pattabhishekam : Janaka Raja, adoptive father of Sita
- 1963 : Ammaye Kaanaan
- 1963 : Kaattu Mynah
- 1963 : Snapaka Yohannan : Snaapaka Yohannaan
- 1964 : Karutha Kai : Madhava Menon
- 1966 : Jail
- 1968 : Kattu Kurangu : Das
- 1968 : Kodungalluramma : Cholarajavu
- 1968 : Love in Kerala
- 1968 : Velutha Kathreena : Manoharan
- 1969 : Chattambi Kavala
- 1969 : Kannoor Deluxe : Gopalakrishnan
- 1969 : Ollavum Theeravum : Kunjali
- 1969 : Rahasyam : Damodaran
- 1970 : Abhayam : Vikraman
- 1970 : Lottery Ticket
- 1970 : Madhuvidhu : Father of Sathi
- 1970 : Nizhalattam : Bhaskaran
- 1971 : Achante Bharya : Rajan
- 1971 : Aval Alpam Vaikippoyi
- 1971 : C.I.D. Nazir : Sivaram
- 1971 : Lanka Dahanam
- 1971 : Makane Ninakku Vendi : Pappachan
- 1971 : Muthassi : Unnikrishnan
- 1971 : Neethi
- 1971 : Tapaswini
- 1971 : Vilakkuvangiya Veena : K. R .Das
- 1972 : Aaradi Manninte Janmi : Dr. Menon
- 1972 : Anveshanam
- 1972 : Brahmachari
- 1972 : Manthrakodi : S. R. Nair / Swamiji
- 1972 : Nirthasala : Dayananthan
- 1972 : Prathikaaram : Sreedharan Thampi
- 1972 : Pushpanjali : Damu
- 1972 : Sakthi
- 1972 : Sambhavami Yuge Yuge
- 1972 : Sree Guruvayoorappan
- 1972 : Taxi Car : Shivaram
- 1973 : Agnathavasam : Jayaraj
- 1973 : Angathattu
- 1973 : Bhadradeepam : Venu, a doctor
- 1973 : Jesus
- 1973 : Kaapalika : Priest
- 1973 : Masappady Mathupillai
- 1973 : Pacha Nottukal
- 1973 : Padmavyooham
- 1973 : Panchavadi : Shekhar
- 1973 : Preathangalude Thazhvaram
- 1973 : Rakkuyil
- 1973 : Thaniniram
- 1973 : Thekkan Kattu : Sebastain, husband of Annakkutty
- 1973 : Veendum Prabatham
- 1974 : College Girl : Nanu
- 1974 : Honeymoon
- 1974 : Pancha Thanthram : Prasad Singh
- 1974 : Pattabhisekam
- 1974 : Ponthen Aruvi : Priest
- 1974 : Rehasya Rathri
- 1974 : Shapa Moksham
- 1975 : Love Marriage
- 1975 : Makkal
- 1975 : Odakkuzhal
- 1975 : Oomana Kunju
- 1975 : Raagam : Dr. Jayachandran
- 1975 : Soorya Vamsam
- 1976 : Amma (en)
- 1976 : Neela Sari
- 1976 : Ozhukkinethire
- 1976 : Paarijatham
- 1976 : Rajanganam
- 1977 : Aradhana
- 1977 : Aval Oru Devaalayam
- 1977 : Innale Innu
- 1977 : Muttathe Mulla
- 1977 : Randu Lokam : Shankara Kuruppu
- 1977 : Shukradasha
- 1978 : Amarsham
- 1978 : Ashoka Vanam
- 1978 : Eeta : Narayanan
- 1978 : Ithanente Vazhi
- 1978 : Kudumbam Namakku Sreekovil
- 1978 : Lisa : Joseph Chacko
- 1978 : Pathmatheertham : Charactor role
- 1978 : Rowdy Ramu : Raghavan Nair, President of the Panchayat
- 1978 : Yagaswam
- 1979 : Alavuddinum Athbutha Vilakkum
- 1979 : Mamangam : Samoothiri
- 1979 : Pichathy Kuttappan
- 1979 : Puthiya Velicham : John
- 1979 : Thuramugham
- 1979 : Ward No. 7
- 1979 : Yekshi Paaru : Thampi
- 1980 : Air Hostess
- 1980 : Avan Oru Ahangari
- 1980 : Chandrahasam : Rathnakaran
- 1980 : Love in Singapore
- 1980 : Manushya Mrugam : K. G. Menon
- 1980 : Sakthi : Sreedharan
- 1981 : Aarathi : Prathapachandran
- 1981 : Adima Changala
- 1981 : Ahimsa : R. K.
- 1981 : Ariyappedatha Rahasyam : Sreedharan thampi
- 1981 : Karimpoocha
- 1981 : Prema Geethangal
- 1981 : Raktham : Major Nair
- 1981 : Saahasam
- 1981 : Thrishna : K.V.S. Panikkar
- 1982 : Ithiri Neram Othiri Karyam : Dr. Philip
- 1982 : Ithu Njangalude Katha : Mathachan
- 1982 : John Jaffer Janardhanan : Robert
- 1982 : Maattuvin Chattangale
- 1982 : Sara Varsham : Sumathi's Father
- 1983 : Belt Mathai : Alexander
- 1983 : Koodevide? : Xavier Puthooran
- 1983 : Maniyara : Singer at Ajmer
- 1983 : Oru Mukham Pala Mukham : Rajasekharan Thampi
- 1984 : Jeevitham
- 1984 : Koottinilamkili : Raman Nair
- 1984 : Parannu Parannu Parannu : Sreekantan Nair
- 1984 : Piriyilla Naam : Haridas
- 1984 : Swanthamevide Bandhamevide : Madhava Menon
- 1985 : Aa Neram Alppa Dooram : Muthalali
- 1985 : Akkacheyude Kunjuvava
- 1985 : Ee Sabdam Innathe Sabdam : Nandan Menon
- 1985 : Eeran Sandhya : Krishna Menon
- 1985 : Ente Kanakkuyil : Madhavan Thampi
- 1985 : Nirakkoottu : M. K. Abraham
- 1985 : Upaharam : Alex Fernandez
- 1986 : Aayiram Kannukal : Dr. Verma
- 1986 : Adukkan Entheluppam : Menon
- 1986 : Kshamichu Ennoru Vakku : Judge
- 1986 : Rajavinte Makan : Chief Minister
- 1986 : Snehamulla Simham : Menon
- 1987 : Aankiliyude Tharattu : Ramachandra Menon
- 1987 : Oru Sindoora Pottinte Ormaykku : Alexander
- 1987 : Vrutham : Jailor
- 1988 : Dhinarathrangal : Commissioner Unnithan
- 1988 : Loose Loose Arappiri Loose
- 1989 : Adharvam
- 1989 : Adikkurippu : Menon
- 1990 : Ee Kannikoodi : Philip
- 1990 : Indrajaalam : Baba
- 1990 : Kottayam Kunjachan : Priest
- 1990 : Orukkam : Fr. Francis Arackal
- 1990 : Veena Meettiya Vilangukal
- 1992 : Maanthrika Cheppu : Nambyar
- 1993 : Akashadoothu : Rector
- 1993 : Devasuram : Ezhuthachan
- 1994 : Bheesmacharya
- 1994 : Puthran
- 1996 : Man of the Match : The Priest
- 1998 : Meenathil Thalikettu : Company Manager
- 1999 : Pathram : Madhavan
- 1999 : Vazhunnor : Bishop
- 2003 : Ente Veedu Appuvinteyum : Judge
- 2003 : Mr. Brahmachari : Aravindan's father
- 2011 : Traffic : Dr.Simon D'souza